# Адеми, Ариян
Ариян Адеми (макед. Аријан Адеми; хорв. Arijan Ademi; род. 29 мая 1991, Шибеник, Югославия) — македонский футболист албанского происхождения, полузащитник загребского «Динамо» и сборной Македонии.

## Клубная карьера
Профессиональную карьеру начал в 2007 году выступлениями за клуб «Шибеник», в котором провёл три сезона, приняв участие в 57 матчах чемпионата.
В состав загребского «Динамо» присоединился в 2010 году. 31 июля 2010 года дебютировал за клуб в матче чемпионата против «Риеки». Сейчас успел сыграть за «динамовцев» 26 матчей в национальном чемпионате.
В 2012 году был передан в аренду в клуб «Локомотива».
Он вернулся из аренды к сезону 2012/13 и входил в состав команды, прошедшей квалификацию в Лигу чемпионов УЕФА 2012/13. В групповом этапе турнира Адеми провёл 5 матчей, а «Динамо» с одним набранным очком финишировало на последнем месте в группе. 7 октября 2015 года «Динамо» объявило, что Адеми не прошёл допинг-тест после недавней победы в Лиге чемпионов над «Арсеналом» в сентябре. В ноябре 2015 года отстранён от футбола на четыре года за употребление допинга. 27 марта 2017 года срок отстранения был сокращён на два года, поскольку Адеми удалось доказать, что он не принимал допинг намеренно. В ноябре 2017 года Адеми был выбран капитаном клуба после того, как тренер Марио Цвитанович лишил Домагоя Антолича капитанской повязки. Летом 2020 года, выиграв чемпионат Хорватии, Адеми стал самым титулованным игроком в истории «Динамо», выиграв 17 трофеев. 3 декабря 2020 в матче Лиги Европы против «Фейеноорда» он стал рекордсменом «Динамо» по количеству матчей в европейских соревнованиях (77).

## Достижение
«Динамо» (Загреб)
- Чемпион Хорватии (10): 2010/11, 2011/12, 2012/13, 2013/14, 2014/15, 2015/16, 2017/18, 2018/19, 2019/20, 2020/21, 2021/22, 2022/23
- Обладатель Кубка Хорватии (6): 2010/11, 2011/12, 2014/15, 2015/16, 2017/18, 2020/21
- Обладатель Суперкубка Хорватии (3): 2010, 2013, 2019, 2022